# Kunstenaarskolonie

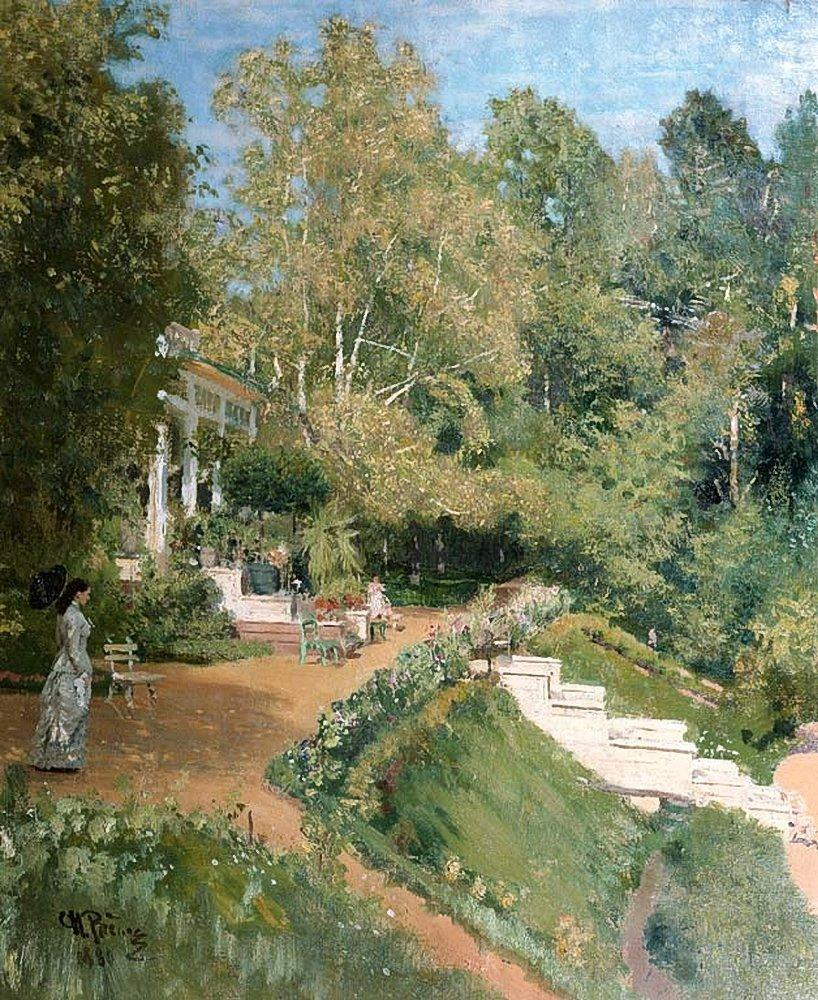
Zomerdag in Abramtsevo (Ilja Repin, 1880), gemaakt in de Russische kunstenaarskolonie Abramtsevo

Een kunstenaarskolonie is een gesloten gemeenschap van kunstenaars, die zich terug hebben getrokken uit de maatschappij om zich aan de kunst te wijden. De meeste kunstenaarskolonies bleven maar korte tijd bestaan.
De kunstenaars waren meestal schilders, maar ook dichters, schrijvers en musici maakten deel uit van de gemeenschap. Het verblijf werd in de regel mogelijk gemaakt doordat een weldoener de kunstenaars tegen betaling in kunstwerken de mogelijkheid bood om gebruik te maken van een locatie. Ook de lokale middenstand betaalden zij in kunstwerken. De kunstenaars organiseerden regelmatig tentoonstellingen en zij presenteerden zich in de lokale gelegenheden.
De (officieel) oudste kunstenaarskolonie was Barbizon in Frankrijk, vlak bij Fontainebleau, waar onder meer beroemdheden als Jean François Millet en Théodore Rousseau te gast waren bij herbergier Père Ganne. Bekende Nederlandse schilders die Barbizon bezochten waren bijvoorbeeld Jozef Israëls, Jacob Maris en Vincent van Gogh. Dorpen waar grotere concentraties kunstschilders gevestigd waren worden ook wel schildersdorp genoemd.

## Bekende kunstenaarskolonies in België
- Ateliers Mommen Brussel
- Genk / Genkse School
- Sint-Martens-Latem
- Tervuren

## Bekende kunstenaarskolonies in Nederland
- Katwijk, ca. 1860 tot 1914
- Oosterbeek, (gemeente Renkum), 19e eeuw
- Laren
- Domburg, 1903 - 1928
- Bergen (NH), na ca. 1910
- Ruigoord, sinds 1973

## Bekende kunstenaarskolonies in Duitsland
- Worpswede, circa 1900
- Dachau
- Schwaan, 1880/1890 - ca. 1914

## Bekende kunstenaarskolonies in Frankrijk
- Barbizon, vanaf 1849
- Pont-Aven